# Rhoptropus boultoni
Espèce
Rhoptropus boultoni est une espèce de geckos de la famille des Gekkonidae.

## Répartition
Cette espèce se rencontre  en Afrique du Sud, en Namibie et en Angola.

## Description
Rhoptropus boultoni mesure queue non comprise et selon la sous-espèce :
- jusqu'à 70 mm pour Rhoptropus boultoni boultoni ;
- jusqu'à 56 mm pour Rhoptropus boultoni benguellensis ;
- jusqu'à 42 mm pour Rhoptropus boultoni montanus.

C'est un insectivore diurne terrestre et ovipare{{Bioref[ReptileDB espèce|afficher=ref}}.

## Liste des sous-espèces
Les sous-espèces suivantes sont reconnues :
- Rhoptropus boultoni benguellensis Mertens, 1938
- Rhoptropus boultoni boultoni Schmidt, 1933
- Rhoptropus boultoni montanus Laurent, 1964

Selon ReptileDB les deux sous-espèces R. b. benguellensis et R. b. montanus ont été élevées au rang d'espèce sous les noms de Rhoptropus benguellensis et Rhoptropus montanus.

## Étymologie
Cette espèce est nommée en l'honneur de Wilfrid Rudyerd Boulton (1901–1983),.

## Publications originales
- Laurent, 1964 : Reptiles et batraciens de l'Angola (troisième note). Companhia de Diamantes de Angola (Diamang), Serviços Culturais, Museu do Dundo (Angola), n. 67, p. 165.
- Mertens, 1938 : Amphibien und Reptilien aus Angola, gesammelt von W. Schack. Senckenbergiana, vol. 20, p. 425-443.
- Schmidt, 1933 : The reptiles of the Pulitzer Angola Expedition. Annals of the Carnegie Museum, vol. 22, n. 1, p. 1-15.